# Xenerpestes minlosi
Xenerpestes minlosi là một loài chim trong họ Furnariidae.